# Церква Святого Миколая (Барвінків)
Це́рква Свято́го Микола́я — чинна дерев'яна церква Верховинського благочиння Коломийської єпархії Православної церкви України у с. Барвінків Верховинського району Івано-Франківської області. Пам'ятка архітектури національного значення.

## Історія
Попередня дерев'яна церква походила, ймовірно, з XVIII ст., адже метричні книги зафіксовані ще з 1776 року. Церква, яка збереглася до сьогодні, зведена у 1867 році, наступного року освячена. Була парафіяльною. У радянський період дахи церкви частково були під гонтами. Пам'ятка архітектури національного значення. Нині церква в користуванні православної громади.
Святиня знаходиться посеред села, 170 м на захід від головної дороги, на рівній ділянці біля забудови. 
В радянські часи церква охоронялась як пам'ятка архітектури Української РСР (№ 1143).

## Архітектура
Територія церкви оточена кам'яним муром. Дзвіниця поруч, більш свіжа з сиротливим дзвоном-одинаком. У народі її називають церква-світлофор, через кольорові барви. Будівля середніх розмірів, невисока, дерев'яна, типового планування (на основі хреста). Поставлена на кам'яний підмурівок. Ризниця об'єднана з вівтарною частиною церкви. Її опоясує широке опасання, покрите гонтами. Згідно з фото, складається враження, що з гонтів здирають фарбу. Також гонтами побиті стіни над опасанням, а під опасанням зберегли з відкритих брусів. План відрізняється укороченими бічними гілками, витягнутий по осі схід-захід. Три входи в споруду (західний і два південних) акцентовані мальовничими ґаночками-галереями, прикрашеними різьбленими стовпчиками. Зруби бабинця та східної частині перекриті скатними дахами. 
Всередині храм вражає простором і масштабами. Іконостас на вигляд старий, принаймні з часів побудови. Розписи, хоч і дещо наївні, виконані явно професійним художником.
Ще особливість барвінківської церкви — вона має два відкритого типу ґанки (один із заходу, другий — з півдня), які мають декоративну дерев'яну огорожу. Низький світловий восьмерик вкритий верхом з ліхтарем і маківкою на вершині. Силует церкви підкреслюють два маленькі верхи на краях гребенів дахів бабинця і вівтаря. Дерев'яна дзвіниця не збереглася — замість неї мурована чотириаркова з одним дзвоном. До східного обсягом зі сходу примикає зруб. Пам'ятка відноситься до характерних витворів гуцульської школи народної дерев'яної архітектури. 